# Park Tu-jin

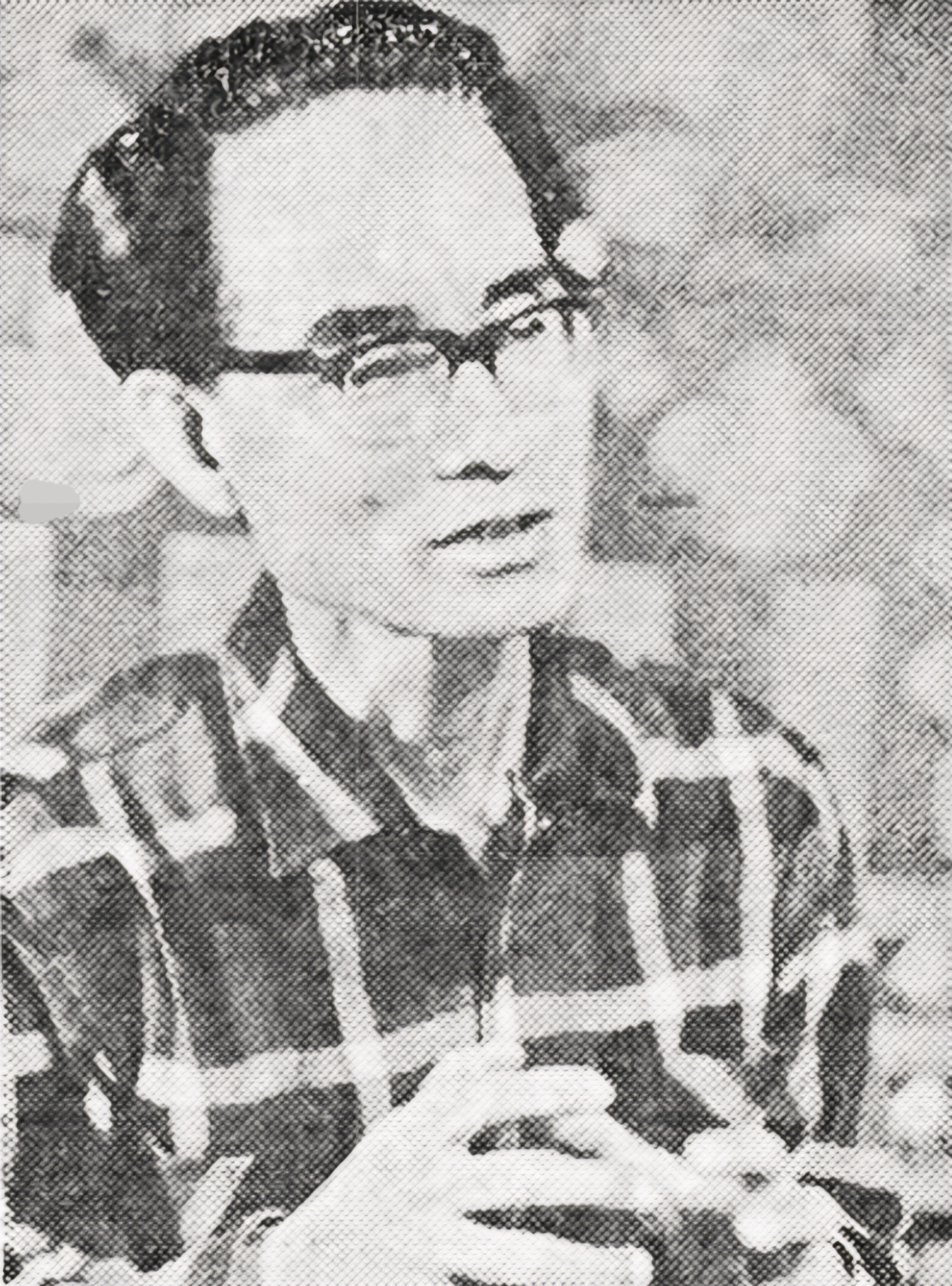
Park Tu-jin

Park Tu-jin (* 10. März 1916 in Anjō, Keiki-dō, damaliges Japanisches Kaiserreich, heutiges Südkorea; † 16. September 1998 in Seoul, Südkorea) war ein südkoreanischer Lyriker.

## Leben
Parks Familie war zu arm, um ihm eine Schulausbildung zu ermöglichen, und dennoch debütierte er im Jahr 1939, als zwei seiner Gedichte veröffentlicht wurden. Nach der Unabhängigkeit Koreas von Japan wurde er zu einem renommierten Schriftsteller, zu einer wichtigen Stimme der modernen koreanischen Literatur. Er arbeitete als Professor an der Ewha Womans University, der Yonsei University, der Korea University und der Woosuk University. Er starb am 16. September 1998 in Seoul.
Parks Lyrik hat meist die Natur zum Subjekt. Seine Verse, die von grünen Wiesen, zwitschernden Vögeln, fröhlich umherspringenden Rehen und Sonnenuntergängen singen, werden von Kritikern häufig als Kommentar zu gesellschaftlichen und politischen Problemen verstanden. Ein Theoretiker vertritt des Weiteren die Meinung, seine Gedichte hätten mit ebendiesen Bildern die Unabhängigkeit von Japan vorausgesagt. 
Es ist ebendiese Natursymbolik in Parks Gedichten, die die lyrische Qualität seiner Gedichte von der lyrischen Qualität romantischer und pastoraler Lyrik anderer koreanischer Dichter abhebt. Die Rolle der Natur ist die eines Katalysators, der hilft, die Welt der Menschen zu verstehen. 
Nach 1949 begann er, christliche Ideale in seine Lyrik einzubauen, womit er eine bestimmte lyrische Richtung darstellte. Das Wissen um die schwierige Situation seines Volkes nach dem Koreakrieg inspirierte ihn zu Werken, welche sowohl Wut als auch Kritik angesichts der, von ihm als absurd betrachteten, politischen Maßnahmen und gesellschaftlicher Gegebenheiten zum Ausdruck brachten. Auch in den sechziger Jahren führte er seine Suche fort, eine kreative Lösung für die Probleme seiner Zeit zu finden, indem er Geschichte nicht als etwas Gegebenes darstellte, sondern als Prozess, der von allen Beteiligten geformt wird.

## Arbeiten

### Koreanisch

#### Gedichtsammlungen
- 청록집 Türkis (1946)
- 오도 Irreführung (1953)
- 거미와 성좌 Die Spinne und die Sternbilder (1962)
- 인간밀림 Wald aus Menschen (1963)
- 하얀 날개 Weiße Flügel (1967)
- 고산식물 Gebirgspflanze (1973)
- 사도행전 Apostelgeschichten (1973)
- 수석열전 Die Biographie des Wassers und der Steine (1981)
- 야생대 Die Wildnis (1981)
- 포옹무한 Unendliche Umarmung (1981)

#### Essaysammlungen
- 생각하는 갈대 Denkendes Schilfrohr (1981)
- 언덕에 이는 바람 Wind über dem Hügel (1981)
- 그래도 해는 뜬다 Und die Sonne geht trotzdem auf (1981)

### Übersetzungen

#### Englisch
- River of Life, River of Hope: Selected Poems of Pak Tu-Jin, Eastbridge (2005) ISBN 978-1891936418

## Auszeichnungen
- 1993 – 제15회 외솔상 (Oesol Preis)
- 1989 – 정지용문학상 (Chŏng Chi-yong Literaturpreis)
- 1988 – 인촌상 (Inch’on Preis)
- 1976 – 대한민국 예술원상 (Preis der Koreanischen Kunstakademie)
- 1970 – 삼일문화상 (Samil Kulturpreis)
- 1963 – 서울특별시시 문화상 (Kulturpreis für Lyrik der Stadt Seoul)
- 1956 – 아시아 자유문학상 (Asiatischer Freiheitspreis für Literatur)